# Ambasada RP w Erywaniu
Ambasada Rzeczypospolitej Polskiej w Erywaniu (orm. Երևանում Լեհաստանի Հանրապետության Դեսպանություն, ang. Embassy of the Republic of Poland in Yerevan) – polska misja dyplomatyczna w stolicy Armenii.
Polska nawiązała stosunki dyplomatyczne z Armenią 26 lutego 1992; placówkę zaś utworzono w 28 lutego 2000.

## Struktura
W skład ambasady wchodzą:
- Wydział Konsularny i Polonii
- Referat ds. Polityczno-Ekonomicznych
- Referat ds. Administracyjno-Finansowych
- Ataszat Obrony